# Cisteller flamulat
El cisteller flamulat (Asthenes flammulata) és una espècie d'ocell de la família dels furnàrids (Furnariidae).

## Hàbitat i distribució
Habita zones arbustives i vessants herboses, localment als Andes de Colòmbia, Equador i nord de Perú.